# Bucoda (Washington)
Bucoda est une ville américaine située dans le comté de Thurston, dans l'État de Washington. Selon le recensement de 2020, sa population est de 600 habitants.